# Кубок світу з біатлону 2019—2020 — етап 9
Дев'ятий етап Кубку світу з біатлону 2019—20 мав відбутись у  Голменколлені, Норвегія, з 20 по 22 березня 2020 року. До програми етапу було включено 6 гонок:  спринт, переслідування та мас-старти у чоловіків і жінок.
12 березня 2020 року через загрозу поширення коронавірусу COVID-19 стало відомо, що Міжнародним союзом біатлоністів було прийнято рішення про скасування  етапу в Голменколені.